# Mohammad Qasim Baghernejad

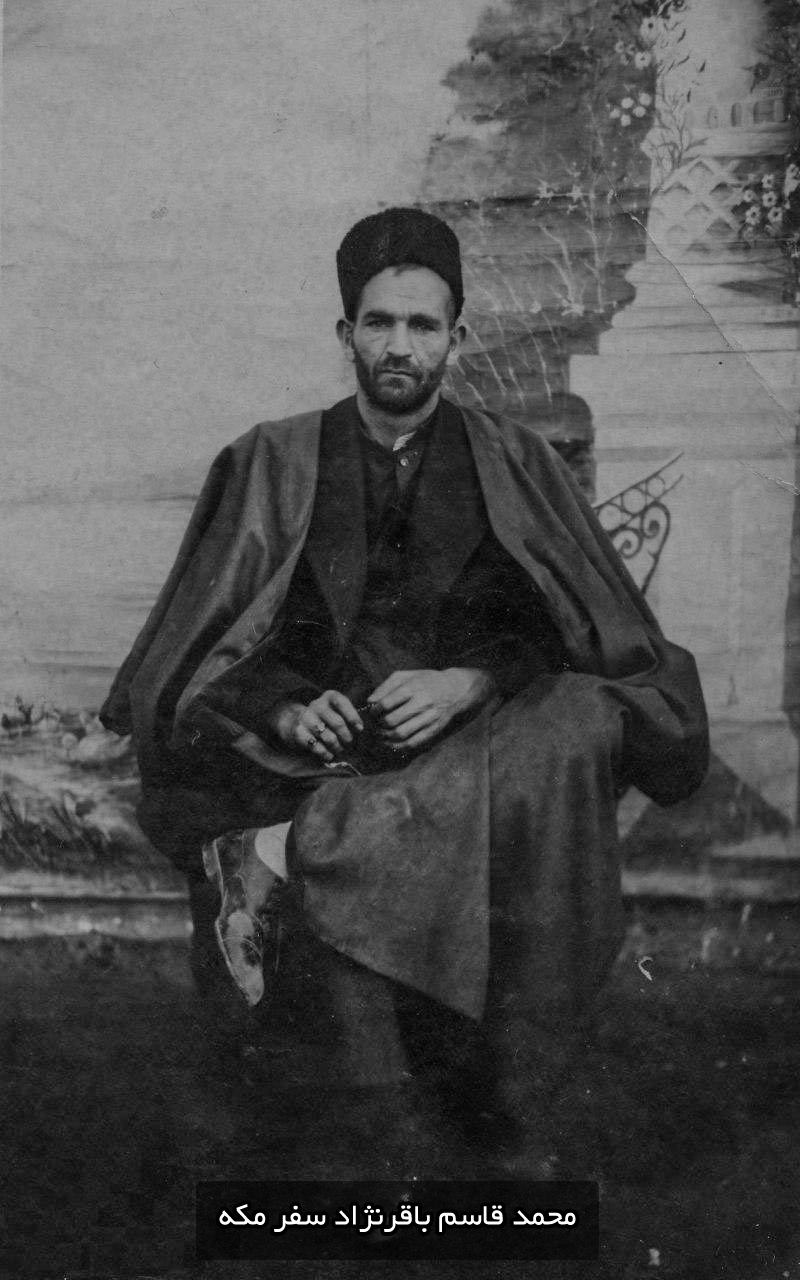
Mohammad Qasim Baghernejad, im Mekka

Ustad Mohammad Qasim Baghernejad (persisch استاد محمد قاسم باقرنژاد, DMG Istād Muḥammad Qāsim Bāqirnǧād) (geboren 1898 in Teheran; gestorben am 12. März 1987 ebenda) war ein iranischer Architekt, Kalligraf und Maler. Insbesondere durch den Bau von Moscheen im Iran erlangte er Bekanntheit. Später schloss sich Baghernejad der Fedāʾiyān-e Eslām um Navvab Safavi an, beteiligte sich aber nicht an den Attentaten.

## Leben

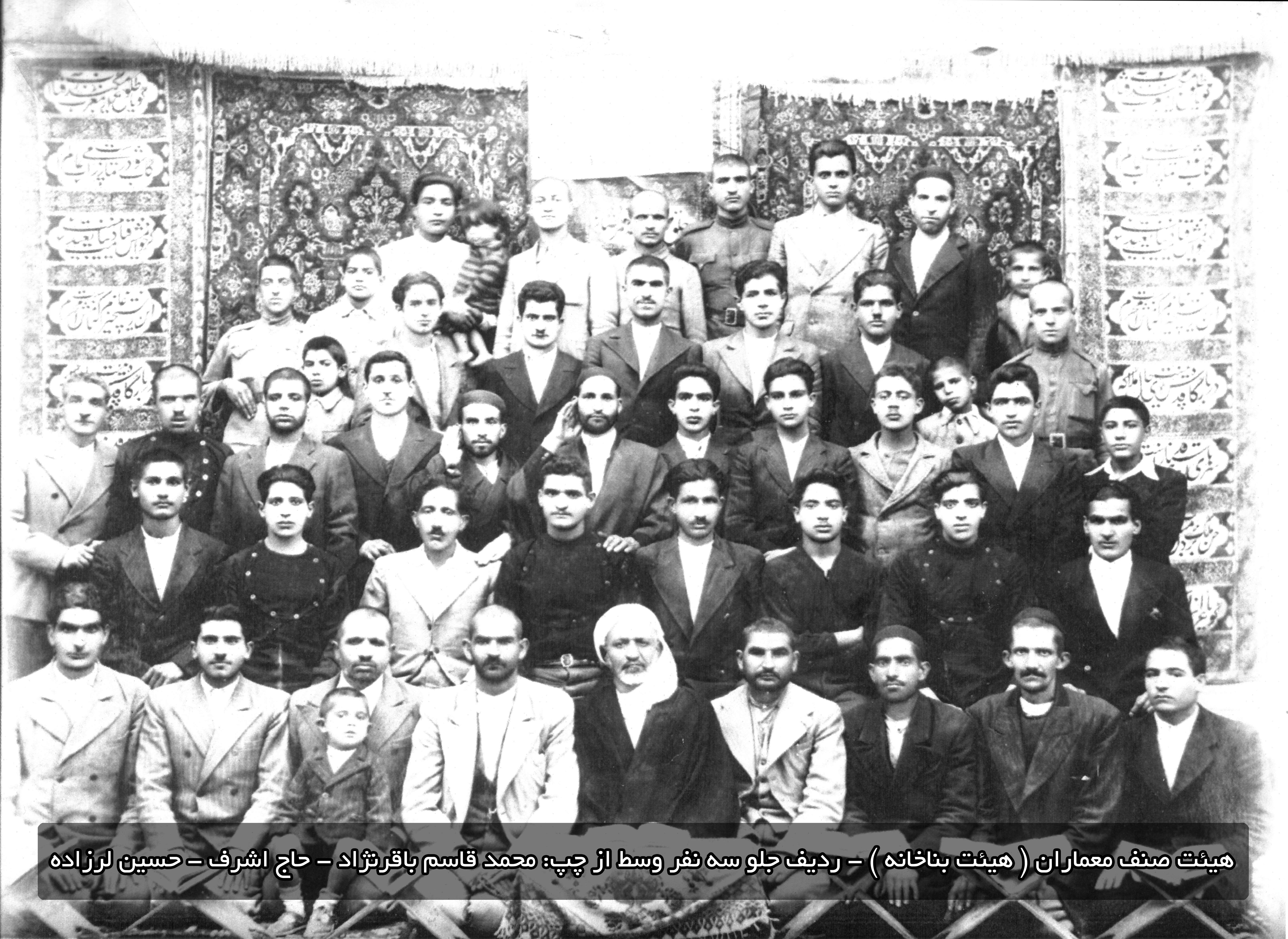
Architektengilde der Stadt Teheran

Baghernejad wurde in Teheran im Stadtteil Imamzadeh Yahya in eine religiöse Familie geboren. Sein Vater, bekannt als Ustad Baqer Memar, arbeitete als Architekt. Baghernejad verbrachte seine Kindheit im historischen Viertel Baherestan und erlernte das Lesen und Schreiben durch einen Gelehrten zu Hause. Aufgrund seiner strengen Erziehung beherrschte Mohammad Qasim Baghernejad bereits im jungen Alter die Rezitation, Übersetzung und Konzepte des Korans in Persisch und Arabisch. Zudem arbeitete er bereits als Jugendlicher eng mit seinem Vater zusammen und erwarb Kenntnisse in Architektur von Haj Karim Chitsaz, einem Freund seines Vaters. Neben der Architektur beherrschte er auch die für die traditionelle Gilde der Architekten notwendigen Kenntnisse über die islamischen Architektur sowie persische Miniaturmalerei.
Er pflegte enge Freundschaften, darunter mit Hossein Larzadeh, mit dem er an einer Vielzahl von Projekten arbeitete. Bis in die späten 1960er Jahre setzte er seine Arbeit fort, musste sich jedoch aufgrund von Krankheit und Alter immer weiter zurückziehen. Baghernejad hinterließ acht Kinder und 31 Enkelkinder.

## Moschee des Propheten Narmak
Während der Pahlavi-Ära entschieden sich einige religiöse Anhänger, in Zusammenarbeit mit Händlern und wohlhabenden religiösen Unterstützern, Kinosäle zu erwerben und in Moscheen umzuwandeln. Als Resultat dieser Entscheidung wurden mehrere Kinos in verschiedenen Teilen von Teheran von ihren Eigentümern erworben. Eines dieser Kinos war das „Monte Carlo Cinema“ auf dem Sieben-Brunnen-Platz im Viertel Narmak. Der Kinosaal wurde für etwa drei Millionen Toman erworben. Aufgrund der begrenzten Möglichkeiten, das Kino zu einer Moschee mit Kuppel umzubauen, entschied sich Baghernejad stattdessen, zwei Minarette zu errichten. Nach der Islamischen Revolution wurde die Moschee restauriert und renoviert. Heute ist sie als Moschee-al-Nabi bekannt.

## Madina al-Hajj
Im Jahr 1962 wurde Baghernejad vom Innenministerium mit dem Bau eines Komplexes namens „Madina al-Hajj“ in der Stadt Medina beauftragt. Zusammen mit einer offiziellen Delegation sollte er nach Saudi-Arabien reisen, um das Projekt beim saudischen Ministerium für Hadsch und Umrah vorzustellen. Das Ziel war, dass „Madina al-Hajj“ zu einem zentralen Ort für iranische Pilger werden sollte, an dem alle Hadsch-Pilger aus dem Iran untergebracht werden könnten. Nach der Reise erstellte Baghernejad als Hauptarchitekt alle Pläne des Projekts und übergab sie dem Innenminister Sadegh Amirazizi. Der vorgesehene Ort in Saudi-Arabien wurde erworben, und die Arbeiten begannen, wurden jedoch bereits in der ersten Phase aufgegeben und nie vollständig abgeschlossen.

## Kontakt zu Fedāʾiyān-e Eslām

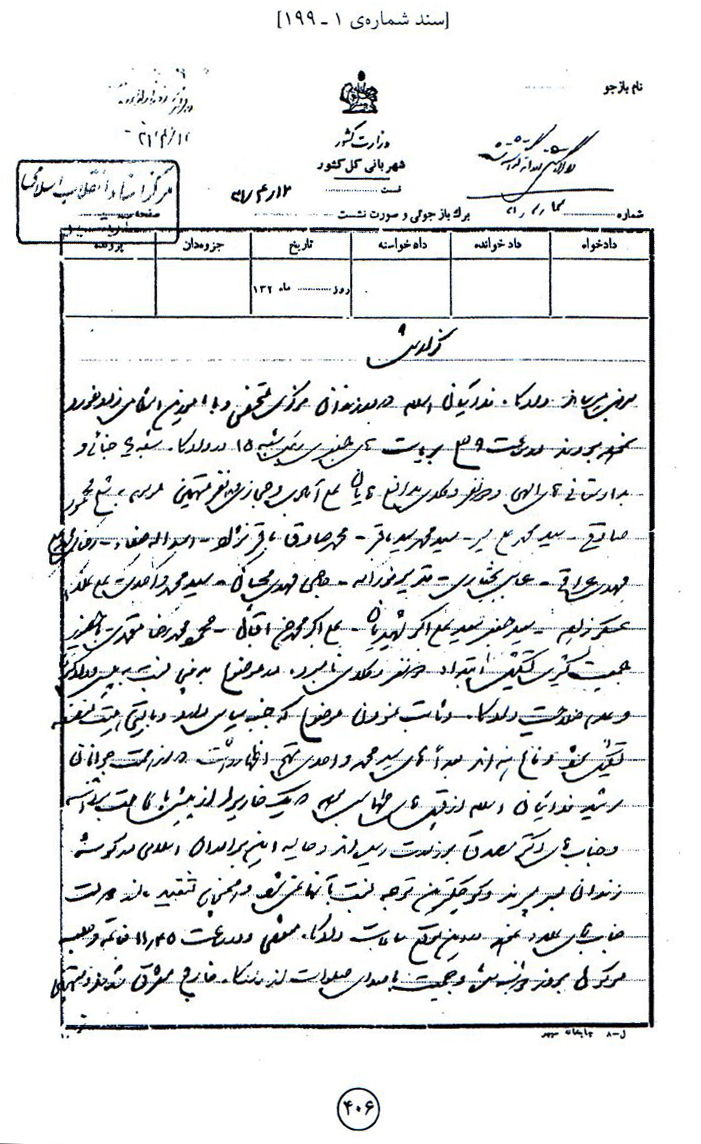
Bericht des Gerichts über die Protestierenden vor dem Palastgefängnis für die Freilassung von Navvab Safavi

Baghernejad kam während seiner Jugendzeit durch Versammlungen mit islamischen Gruppen in Kontakt. Im Erwachsenenalter stand er dem Nationalen Front, der Partei von Mohammad Mossadegh, nahe. Später nahm er an Treffen der Fedāʾiyān-e Eslām teil und leistete aufgrund seiner finanziellen Situation Unterstützung für diese Gruppe. Ebenso begleitete er den Anführer Navvab Safavi auf Reisen und stellte ihm ein Fahrzeug zur Verfügung. Die Gruppe um Safavi war unter anderem für die Attentate auf Mohammad Reza Pahlavi und ranghohe Politiker verantwortlich. Kurz vor der Verhaftung von Navvab Safavi und seinen Gefährten gewährte Baghernejad ihnen Zuflucht in seinem Anwesen. Nach der Verhaftung von Safavi schlossen sich er und andere Mitglieder der Fedāʾiyān-e Eslām zusammen, um vor dem Gefängnis für die Freilassung zu protestieren. Dies führte zu seiner Verhaftung und letztendlich zu einer elfmonatigen Inhaftierung.

## Werk
Mohammad Qasem Baqernejad hat zahlreiche Werke in der Architektur hinterlassen, die hauptsächlich den Bau von Husseiniyahs und Moscheen umfassen. Einige seiner bedeutenden Werke sind folgende:
- Bau des Mausoleums von Ferdowsi in Zusammenarbeit mit Hossein Larzadeh.
- Bau des Eingangs des Shāhī-Bankgebäudes in Zusammenarbeit mit Hossein Larzadeh.
- Abbruch und Wiederaufbau der Fundamente der großen Hallen des Teheraner Basars.
- Entwurf und Bau der Freitagsmoschee des Teheraner Basars.
- Erhalt und Restaurierung des Dachs der Nationalversammlung (Madschles Schora Melli) nach dem Brand in Zusammenarbeit mit Hossein Larzadeh.